# Тефта Ташко-Коко
Те́фта Та́шко-Коко́ (алб. Tefta Tashko Koço; 2 листопада 1910 — 22 грудня 1947) — албанська співачка. Народна артистка Албанії.

## Біографія

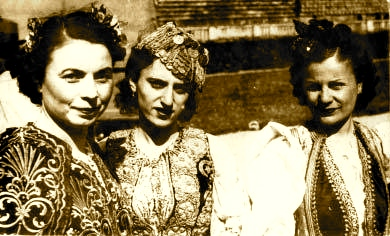
Зліва направо: Йоргіа Фільче-Труя, Лола Гьока, Тефта Ташко-Коко

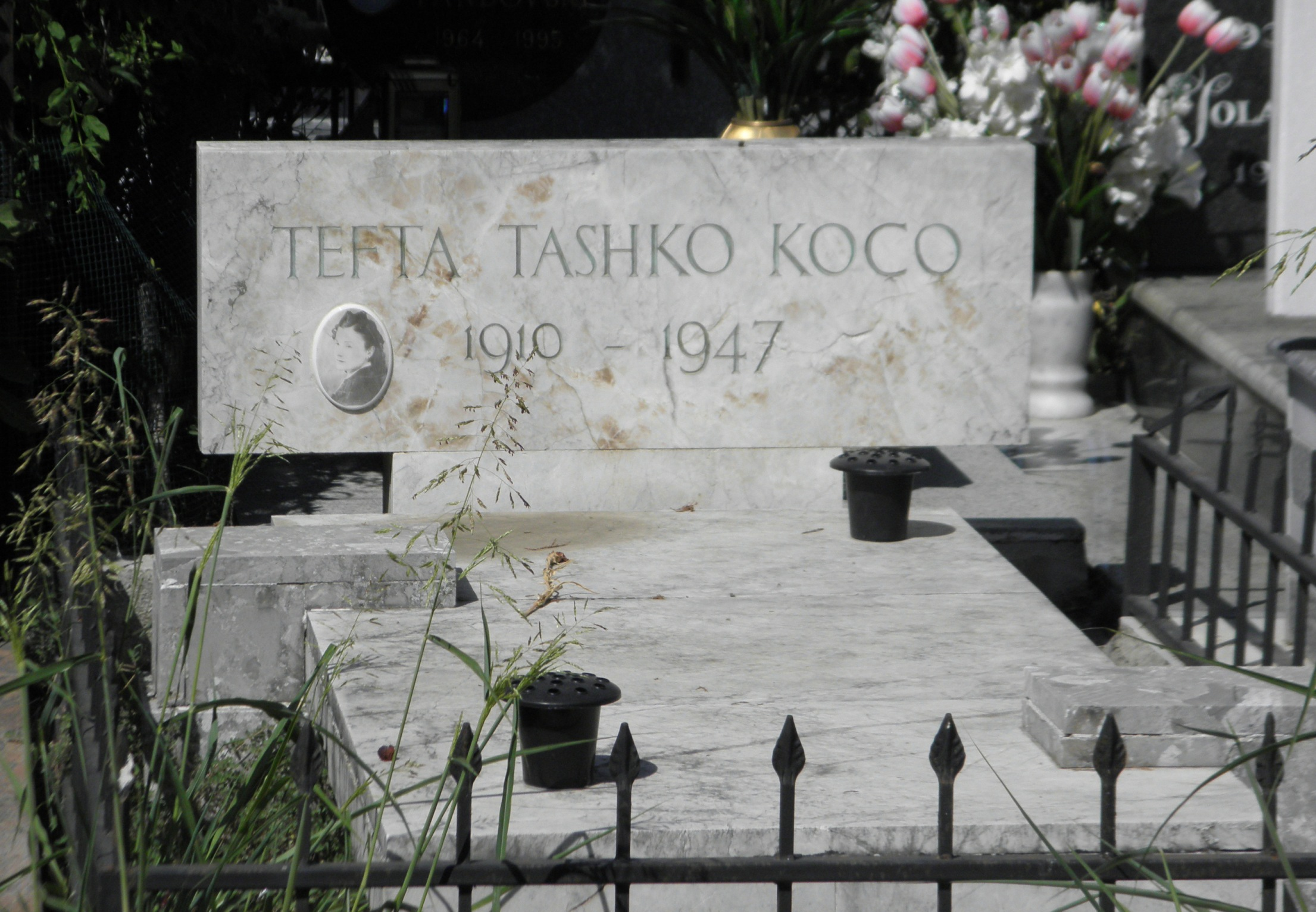
Могила Тефти Ташко-Коко на кладовищі Шарре в Тирані

Тефта Ташко-Коко народилася 2 листопада 1910 року в єгипетському місті Фаюм, в родині емігрантів Танаса Ташко і Елени Зограф. Батьки емігрували до Єгипту наприкінці XIX століття. Танас Ташко був активістом і одним із видатних діячів албанської діаспори. Після його смерті у 1921 році, родина повернулася до Албанії — до міста Корча, звідки родом була мати Тефти.
Дівчинка займалася музикою з дитинства, виступала у складі різних музичних колективів. Перший концерт мала 1926 року, у п'ятнадцятирічному віці. У 1927 родина переїхала до Франції, у Монпельє, де Тефта розпочала навчання вокалу в Регіональній консерваторії Монпельє. 1930 року, на третьому році навчання, разом з композитором Неко Мука, вона записала декілька відомих албанських пісень — у сольному виконанні та спільно з гуртом Неко.
Від 1931 Тефта Ташко продовжила своє навчання в Парижі. Спочатку — в Музично-драматичному інституті, а з 1932 року, залишивши інститут на другому курсі, — в Паризькій вищій національній консерваторії музики й танцю. 1936 року, після закінчення консерваторії, Тефта повернулася до Албанії.
На батьківщині, протягом 1936—1939 років, співачка вела активну концертну діяльність, багато гастролювала. У 1940 одружилася із албанським співаком Крісто Коко. 1943 року у них народився син — Ено Коко, який став відомим музичним педагогом і диригентом. 1946 року у Тефти Ташко-Коко діагностували рак і, після тривалої хвороби, вона померла — 22 грудня 1947, в Тирані. Співачку поховано на місцевому кладовищі Шарре.

## Творчість
Виступати з концертами, Тефта Ташко-Коко почала ще під час навчання в Паризькій консерваторії. В грудні 1935, разом з піаністкою Лолою Гьока, вона виступила в Корчі, Тирані і Шкодері. 1936 року, остаточно повернувшись до Албанії, незважаючи на складну ситуацію та умови в країні, співачка почала активно гастролювати, виконуючи класичні партії та албанські ліричні пісні. Її виступи користувалися великою популярністю. 1937 року, в Італії, Тефта записала в студії кілька своїх пісень.
Під час Другої світової війни, у 1939–1944 роках, Тефта Ташко виступала, здебільшого, на радіо, продовжувала записувати пісні. 1945 року співачку було запрошено до Белградського оперного театру. У її репертуарі були партії Мімі («Богема» Джакомо Пуччіні), Віолетти Валері («Травіата» Джузеппе Верді), Лейли («Шукачі перлин» Жоржа Бізе), Розіні («Севільський цирульник» Джоаккіно Россіні).
Також з 1946 року Тефта Ташко-Коко викладала вокал у, щойно створеній, Тиранській школі мистецтв.
2005 року, в Лондоні, було здійснено перевидання записів пісень у виконанні Тефти Ташко-Коко. На диску уміщено албанські ліричні пісні та класичні твори, записані співачкою у 1937 та 1942 роках.

## Вшанування пам'яті
Тефті Ташко-Коко посмертно було присвоєно звання Народної артистки Албанії, а 2004 року — Почесного громадянина Пермету. Її іменем названо одну з вулиць міста Тирана.
1973 року албанською режисеркою Маріані Кхако, на основі архівних записів, було знято документальний фільм про співачку — «Співає Тефта Ташко-Коко» (Këndon Tefta Tashko Koço).